# Pic Nègre d’Envalira
Pic Nègre d’Envalira – szczyt górski w Pirenejach Wschodnich. Administracyjnie położony jest na granicy Andory (parafia Encamp) i Francji (gmina Porta, departament Pireneje Wysokie). Wznosi się na wysokość 2825 m n.p.m.
Na wschód od szczytu usytuowany jest Pics Orientaux de Font Nègre (2878 m n.p.m.), na południowy wschód Pic de Peyrefourque (2647 m n.p.m.) i Puigpedrós (2914 m n.p.m.), natomiast na południe położony jest Pic de Camp Colomer (2869 m n.p.m.). Pomiędzy Pic Nègre d’Envalira a Pic de Camp Colomer usytuowana jest przełęcz Portella Blanca (2517 m n.p.m.). Na wschodnich stokach szczytu swoje źródła ma strumień Ribera de Campcardós, natomiast na południe od niego swój bieg rozpoczyna potok Riu d’Engaït. 
Szczytu Pic Nègre d’Envalira nie należy mylić z górą Pic Negre położoną około 20 km na południowy zachód, na trójstyku dwóch andorskich parafii – Escaldes-Engordany i Sant Julià de Lòria – oraz hiszpańskiej prowincji Lleida.